# Nom verbal
Nom d'action
En grammaire, un nom verbal, également appelé nom d'action d'un verbe, est un type de nom exprimant sémantiquement le procès d'un radical verbal dont il dérive par des procédés plus ou moins systématiques selon les langues.
Le nom verbal se rapproche sémantiquement et fonctionnellement des formes nominales du verbe, tels l'infinitif, le gérondif ou le supin (bien que les notions recouvertes par ces catégories soient variables d'une langue à l'autre) ; mais il s'en distingue par sa syntaxe qui est purement nominale, alors que les formes nominales d'un verbe conservent des propriétés verbales.
Par exemple, l'infinitif d'un verbe transitif est susceptible de s'adjoindre un complément d'objet direct, ce qui est impossible pour un nom verbal, pour lequel le rôle sémantique correspondant à l'objet d'un infinitif sera rendu par un complément du nom. Comparer en français les deux phrases suivantes, de même sens mais de construction différente :
- infinitif + complément d'objet direct : Écrire un livre est le plus souvent une entreprise de longue haleine.
- nom verbal + complément du nom : L'écriture d'un livre est le plus souvent une entreprise de longue haleine.

Certaines langues ne possèdent pas d'infinitif et recourent à la place à des constructions fondées sur le nom verbal. C'est par exemple le cas de l'arabe et des langues celtiques.

## Formation des noms verbaux
En français, il existe un grand nombre de moyens de former des noms verbaux. Beaucoup dérivent du radical verbal par suffixation :
- -age : lavage, passage, sciage, gaspillage ...
- -aison, -ison, -oison : crevaison, comparaison, guérison, pâmoison...
- -tion, -sion et leurs variantes : contestation, apparition, construction, exclusion...
- -ment : durcissement, couronnement, traitement, échauffement...
- -ure : soudure, peinture, gravure, morsure...

Certains sont des déverbaux, obtenus en employant le radical verbal seul : ex. marche, fin, mue, pêche... 
Certains sont issus de la substantivation d'un participe passé : ex. prise, traite, pensée, venue...
Un même radical forme parfois plusieurs noms verbaux, avec généralement une différence de sens : ex. fin / finition, avancée / avancement, lavage / lavement, balayage / balayure...
Dans d'autres langues, la dérivation des noms verbaux est plus systématique et peut s'intégrer à la flexion verbale.
En français cela peut être fait ajoutant une préposition et un infinitif. Dans l'exemple qui suit un syntagme verbal est utilisé comme syntagme nominal :
- Un boit-sans-soif

Dans cette phrase, le syntagme verbal peut être un verbe ou un complément. Il y a des restrictions sur les contextes grammaticaux où cet type de syntagme nominal peut être utilisé, et les infinitifs peuvent aussi avoir d'autres formes où ils ne sont pas regardés comme des noms. Pour plus de détails voir infinitif.
Une autre façon est avec un gérondif. Dans les exemples qui suivent, le gérondif en caractère gras, 
- C’est en forgeant qu’on devient forgeron
- L’appétit vient en mangeant

Ici aussi, il y a des restrictions sur les contextes grammaticaux. Le en- est nécessaire pour faire du sens du syntagme nominal. C'est l'équivalent du  -ing en anglais.
Les noms peuvent aussi être formés des verbes en d'autres manières, telles qu'en ajoutant des suffixes. Par exemple dans le verbe danser, qui devient un nom danseuren ajoutant le suffixe -ur.
Ceux-là ne sont pas typiquement des process productifs, c'est-à-dire qu'ils ne peuvent pas être appliqués pour former des noms de n'importe quel verbe. Par exemple on ne peut pas ajouter un suffixe au verbe découvertpour former un nom.
Un phénomène similaire existe dans d'autres langues. Ces noms peuvent ou ne peuvent pas être décrits comme des syntagmes verbaux. 
'When they exist, they often tend to replace the regularly formed verbal noun (as discovery is usually used rather than discovering, although the latter is still common as a gerund), or else a differentiation in meaning becomes established.' Traduction :  Quand ils existent, ils remplacent souvent les syntagmes verbaux qui ont été formés normalement, sinon il arrivera une différentiation dans leur sens.